# Celles (Cantal)
Celles é uma ex-comuna francesa na região administrativa de Auvérnia-Ródano-Alpes, no departamento de Cantal. Estendeu-se por uma área de 18,42 km². Em 2010 a comuna tinha 239 habitantes (densidade: 13 hab./km²).
Em 1 de dezembro de 2016 foi fundida com as comunas de Chalinargues, Chavagnac, Neussargues-Moissac e Sainte-Anastasie para a criação da nova comuna de Neussargues en Pinatelle.